# Al Maghrabah (huyện)
Huyện Al Maghrabah là một huyện thuộc tỉnh Hajjah, Yemen. Đến thời điểm năm 2003, huyện này có dân số 64440 người